# Дай Ниппон Бутокукай
Дай Ниппон Бутокукай, также Дай-Ниппон Бутоку-кай, Дай Ниппон Бутоку кай (大日本武徳会 — Общество воинской добродетели великой Японии) — японская общественная организация, созданная мастерами боевых искусств (будо) в 1895 г. в Киото, при синтоистском святилище Хэйан-дзингу для сохранения традиций обучения и преподавания будо, а также для пропаганды истинного духа японских воинских искусств. Стала своеобразным элитарным орденом мастеров будо, членство в котором могло передаваться по наследству, и главой которого традиционно является один из членов императорской фамилии.
Среди основателей Дай Ниппон Бутокукай были практически все крупные мастера единоборств Японии, самым известным из которых сегодня остается создатель Кодокан дзюдо доктор Кано Дзигоро. Под его руководством, а также под руководством его коллег — мастеров других видов единоборств, были созданы формальные комплексы — ката по дзюдо и кэндо, учреждена Специальная школа будо — Будо сэммон гакко, указанные виды единоборств были включены в программу общеобразовательных школ Японии, и даже утверждена специальная форма для занятий дзюдо — дзюдоги.
К началу Второй мировой войны Дай Ниппон Бутокукай имело огромный авторитет и определяющее значение для развития будо, утверждая или не утверждая новые стили (так, например, каратэ и айкидо «увидели свет» только после принятия соответствующего решения этой организации), проводя аттестации и организуя подготовку тренеров (к 1941 г. в Японии насчитывалось более 3 млн «чёрных поясов», прошедших аттестацию в Бутокудэн — главном тренировочном центре Дай Ниппон Бутокукай в Киото).
В 1945 г. Дай Ниппон Бутокукай был распущен, как организация, тесно связанная с воспитанием и пропагандой милитаристского духа. Однако уже в 1952 г. Дай Ниппон Бутокукай возродился в новом качестве и с тех пор проводит активную деятельность по исследованию, преподаванию и сохранению традиций будо в Японии. Штаб-квартира организации была перенеса в буддийский монастырь Сёрэн-ин, настоятель которого — дядя правящего императора Акихито принц Хигасифусими Дзиго стал президентом БК. С 1992 г. функционирует Международный департамент ДНБК, главой которого сразу же был назначен выдающийся мастер боевых искусств, профессор университета Доминион (США) Хамада Тэссин. С 1998 г. ДНБК проводит не только всеяпонские, но и международные Фестивали воинской добродетели — Бутокусай, на которых сотни членов организации из десятков стран демонстрируют своё владение разными видами японских будо, проходят семинары и специальные тренинги под руководством легендарных японских мастеров. С 2002 г. в этих мероприятиях принимает участие российская делегация, которую возглавляет официальный представитель организации в России кёси (наставник воинов — один из высших титулов Дай Ниппон Бутокукай) А. Д. Арабаджиев. Его стилевая школа — Кёдзицу Дзиссэн будо — внесена в реестр школ и стилей Дай Ниппон Бутокукай.